# Znanost u 1948.
◄◄ | ◄ | 1945. | 1946. | 1947. | 1948.  | 1949. | 1950. | 1951. | ► | ►►
Arhitektura • Astronautika • Astronomija • Biologija • Film • Fotografija • Glazba • Kazalište • Kemija • Kiparstvo • Knjige • Književnost • Kršćanstvo • Meteorologija • Medicina • Planinarstvo • Politika • Pravo • Promet • Slikarstvo • Strip • Šport • Televizija • Znanost • Zrakoplovstvo • Željeznički promet
Znanost u 1948.

## Svijet

### Rođenja
- 18. siječnja − Svetlana Slapšak, slovensko-srpska sociologica, antropologica i balkanologica

## Hrvatska i u Hrvata

### Osnivanja
- Izašao prvi broj Zbornika Pravnog fakulteta u Zagrebu.[1]

## Vanjske poveznice
|  | Zajednički poslužitelj ima još gradiva o temi Znanost u 1948. |